# 去勢された女
『去勢された女』（きょせいされたおんな、原題The Female Eunuch）は、世界的ベストセラーになり、フェミニズムの活動に大きな影響を与えた、ジャーメイン・グリアの本である。
1970年10月にロンドンで発行され、翌年3月には第2版がほぼ売り切れた。これまでに11の言語に翻訳されている。
この『去勢された女』の続編は1999年に発売されたThe Whole Womanである。

## あらすじとテーマ
論争や学術的研究を交えて書かれたフェミニスト分析の本である。この本のメインテーマは、従来の郊外居住者、消費者運動家、核家族が性的に女性を抑圧し、そのことが女性から活力を奪い、去勢された状態にするということである。

## 社会的影響
他のフェミニズムたちやより広い一般社会から批判されたが、1970年代のフェミニズム運動のカギとなる原本であった。

## 批判・否定の声
1972年1月、ジ・エイジの評論家テルマ・フォーショウはこの本について、「奇妙な空想に基づいて書かれた、画策された垣根の向こうでのぐずりだ」と否定した。新聞社はこのレヴューがかなりの論争を引き起こすと宣言した。
キース・ダンスタンは『The Best Australian Profiles』の中で、「この本の評論は非常に雑多だ。もっとも有名なのはジ・エイジだ」と述べ、オーストラリアンの好意的なレヴューと対比させた。「この本は異様に視野が狭く、自己満足的で憤慨しているオーストラリア人には迎え入れられている。…(略)…教義的でもなく自己満足のものでもない。口やかましいものでもなければ偏執狂なものですらない」と書いている。
ローラ・ミラーは「気まぐれで情熱的、散らかった文章で、マニフェストとみなせるほどに結束したものではない。衝動的で致命的に世間知らずだ」と酷評。
神経科学者のサイモン・リヴェイはグリアの主張する「男性と女性の間に、脳の違いは見られない」ことへの矛盾を科学調査で明らかにした。